# David E. Pritchard
David E. Pritchard (* 15. Oktober 1941 in New York City) ist ein US-amerikanischer Physiker. Der Professor am Massachusetts Institute of Technology (MIT) ist ein Pionier der Atomoptik und des Atom-Interferometers.

## Leben und Werk
Pritchard studierte am Caltech mit dem Bachelorabschluss 1962 und wurde 1968 an der Harvard University bei Daniel Kleppner promoviert. Ab 1968 war er am Massachusetts Institute of Technology, wo er 1970 eine volle Professur für Physik im Forschungslabor für Elektronik (Research Laboratory for Electronics, RLE) erhielt. Seit 2001 ist er dort Cecil and Ida Green Professor of Physics. 2003 bis 2006 war er einer der beiden Associate Director des RLE unter dem Direktor Jeffrey H. Shapiro als Nachfolger von Daniel Kleppner.
In den 1980er Jahren erfand er die magnetische Falle und die magneto-optische Falle zur Kühlung und zum Einfangen von Atomen. Er zog sich aus dem Forschungsgebiet Anfang der 1990er Jahre zurück, um Wolfgang Ketterle das Feld zu überlassen, den er als Post-Doktoranden an das MIT geholt hatte und der dort Professor wurde. Ketterle entwickelte die Atomkühlung weiter und erreichte 1995 erstmals die Bose-Einstein-Kondensation, eine Entdeckung, für die er 2001 zusammen mit Eric Cornell (der ein Student von Pritchard war) und Carl E. Wieman vom JILA in Boulder (USA) den Physik-Nobelpreis erhielt.
Mit Atomfallen baute seine Forschungsgruppe seit den 1980er Jahren Massenspektrometer (Single Ion Mass Spectrometry), die den weltweiten Rekord an Genauigkeit halten (0,1 ppb).
Er ist ein Pionier in der Entwicklung von Atom-Interferometern. Sie demonstrierten Atom-Interferometer 1991 mit Natrium-Atomen und mikrofabrizierten Beugungsgittern. Ein mikrofabriziertes Beugungsgitter für Atome entwickelte er mit Mitarbeitern schon 1988. Ebenfalls 1988 demonstrierte er Bragg-Reflexion von Atomen an einer stehenden Lichtwelle. Mit diesen Arbeiten war er einer der Begründer des Forschungsfelds der Atomoptik.
Pritchard entwickelte ein Computer-basiertes System für den Unterricht in Physik am MIT (CyberTutor).
Er ist Fellow der National Academy of Sciences (1999), der American Academy of Arts and Sciences, der American Association for the Advancement of Science, der Optical Society of America und der American Physical Society (APS). 1991 erhielt er den Herbert-P.-Broida-Preis der APS, 2003 den Arthur-L.-Schawlow-Preis für Laserphysik und 2004 den Max Born Award.
1992 leitete er zusammen mit dem Psychiater John E. Mack am MIT eine Konferenz, die sich mit dem Phänomen der Entführung durch Außerirdische befasste, und hielt dort zwei Vorträge über Tatsachenbeweise und Abduktionen und Die terrestrische Suche nach extraterrestrischer Intelligenz.

## Veröffentlichungen
- Atom Optics. In: Jens C. Zorn & Robert R. Lewis (Hrsg.): Atomic Physics 12. Twelfth International Conference on Atomic Physics, Ann Arbor, Michigan, 1990. American Institute of Physics, 1991, ISBN 0883188112, S. 165–170
- mit Andrea Pritchard, John E. Mack, Pam Kasey & Claudia Yapp (Hrsg.): Alien Discussions. Proceedings of the Abduction Study Conference held at MIT, Cambridge, MA. North Cambridge Press, 1995
  - Alien Discussions/Von Außerirdischen entführt. Forschungsberichte und Diskussionsbeiträge zur Konferenz am Massachusetts Institute of Technology (MIT), Cambridge, über das Abduktionsphänomen. Zweitausendeins, Frankfurt 1996, ISBN 3-86150-174-0
- mit M. S. Chapman, T. D. Hammond, D. A. Kokorowski, A. Lenef, R. A. Rubenstein, E. T. Smith & J. Schmiedmayer: Atom interferometers and atomic coherence. In: Fortschritte der Physik. Band 46, 1998, doi:10.1002/(SICI)1521-3978(199811)46:6/8<801::AID-PROP801>3.0.CO;2-P, S. 801–808
- mit Carl E. Wieman & David J. Wineland: Atom Cooling, Trapping, and Quantum Manipulation. In: Reviews of Modern Physics. Vol. 71, Issue 2, 1999, DOI:10.1103/RevModPhys.71.S253, S. S253-S262 (PDF; 312 kB)
- mit A. Cronin, S. Gupta & D. A. Kokorowski: Atom optics: old ideas, current technology and new results. In: Annalen der Physik. Band 10, 2001, doi:10.1002/1521-3889(200102)10:1/2<35::AID-ANDP35>3.0.CO;2-Z, S. 35–54
- mit Alexander D. Cronin & Jörg Schmiedmayer: Optics and Interferometry with Atoms and Molecules. In: Reviews of Modern Physics. Vol. 81, Issue 3, 2009, DOI:10.1103/RevModPhys.81.1051, S. 1051–1129 (Preprint auf arXiv)